# Holoaden bradei
Holoaden bradei är en groddjursart som beskrevs av Lutz 1958. Holoaden bradei ingår i släktet Holoaden och familjen Strabomantidae. Inga underarter finns listade i Catalogue of Life.
Denna groda förekommer endast i bergstrakten kring Itatiaia nationalpark i östra Brasilien. Arten lever i områden som ligger 2400 och 2600 meter över havet. Individerna vistas i gräsmarker med glest fördelade buskar och växter av släktet Bromelia. Äggen göms i lövskiktet eller under förruttnande växtdelar. Antagligen sker grodynglens metamorfos inuti ägget.
Beståndet hotas av ökande turismen och av gräsbränder. Under vintern kan exemplar skadas av frosten. Individer av Holoaden bradei hittades senast 1976. IUCN kategoriserar arten globalt som akut hotad.